# اسلاج متال
اسلاج متال (انگلیسی: Sludge metal) (همچنین به عنوان اسلاج دوم یا به اختصار اسلاج شناخته می‌شود) یک زیرشاخه اکستریم از موسیقی هوی متال است که عناصری از دوم متال و هاردکور پانک را ترکیب می‌کند. این ژانر به‌طور کلی شامل تمپوهای آهسته، گیتارهای تنظیم شده گام پایین و اشعار نیهیلیستی است که در مورد فقر، اعتیاد به مواد مخدر و آلودگی بحث می‌کند.